# SBB řada Ce 6/8 III
Ce 6/8III (později část přeznačena na Be 6/8III) je elektrická lokomotiva Švýcarských spolkových drah původně určená pro vozbu nákladních vlaků na horských tratích. Její konstrukce navazovala na řadu Ce 6/8II a s ní měla společnou i přezdívku krokodýl.

## Vznik a vývoj
V polovině 20. let 20. století požadovaly SBB výkonné lokomotivy pro nákladní dopravu ve střední části země. Tento požadavek mohla uspokojit řada Ce 6/8II, avšak z silný objem přeprav na gotthardské trati daný poválečným uspořádáním Evropy si vynutil jejich hromadné nasazení právě na této trati. Lokomotivy dodané v letech 1919–1922 se v této službě výtečně osvědčily. Na rozdíl od BLS, která jako výkonnější náhradu svých spojnicových lokomotiv řady Be 5/7 zvolila podvozkovou lokomotivu řady Be 6/8 s uspořádáním (1’Co)’(Co1’)’ a individuálním pohonem náprav, rozhodly se SBB pro pokračování objednávek úspěšné řady. Požadovaly ale zjednodušit spojnicový pohon. Výrobce se proto vrátil k přenosu šikmými ojnicemi, který se mezitím přes počáteční obavy osvědčil na jiných vozidlech (Ce 6/8I, Ee 3/4 a Ge 6/6I). SBB s ohledem na obavy z nárůstu sil v šikmých spojnicích vlivem svislých pohybů stanovila maximální rychlost lokomotivy stejnou jako u řady Ce 6/8II – 65 km/h.
BLS se její rozhodnutí vyplatilo. Jako častokrát i v pozdějších letech zvolila inovativní řešení a získala po všech stránkách moderní hnací vozidla s výkonem 4 500 koňských sil (3 300 kW), která dala základy dalšímu vývoji. Oproti tomu SBB se uchýlily k prověřené konstrukci. Toto rozhodnutí mělo pravděpodobně původ v samém vzniku SBB sloučením privátních drah. Všechny tyto dráhy měly nějaké špatné zkušenosti s novými technologiemi a v nově vzniklých SBB se tyto zkušenosti nahromadily. Z tohoto pohledu je tehdejší rozhodnutí SBB pochopitelné.

## Zadání
Zadání SBB bylo následující: Na stoupání 10 ‰ musí být lokomotiva schopna dopravit zátěž 1 400 t rychlostí 35 km/h, na stoupání 26 ‰ zátěž 520 t rychlostí 30 km/h.

## Objednávka
Objednávka byla rozdělena stejně, jako u ř. Ce 6/8II:
- Schweizerische Lokomotiv- und Maschinenfabrik (SLM): Mechanická část.
- Maschinenfabrik Oerlikon (MFO): Elektrická část.

## Nasazení do provozu
Lokomotivy byly nasazeny do provozu v letech 1926–1927, po 9 kusech v obou letech. První čtyři byly přiděleny depu Olten, pátá přišla do depa Erstfeld. Také další lokomotivy byly přiděleny do Erstfeldu. Depo Olten předalo již v roce 1927 své čtyři lokomotivy depu Biasca, kam je následovaly i lokomotivy 14305–14309, čímž byly lokomotivy určené původně pro vnitrozemí rozmístěny rovnoměrně po obou stranách gotthardské rampy. V roce 1930 byly všechny lokomotivy soustředěny v Erstfeldu, kde až na několik výjimek zůstaly po dobu následujících 30 let.
V provozu se lokomotivy osvědčily jako výteční tahouni, avšak zvolený druh pohonu způsoboval poměrně hrozné chodové vlastnosti. Západošvýcarští strojvůdci jim proto dali brzy přezdívku „Berceuse“ (ukolébavka). Řešení pohonu s trojúhelníkovitým vahadlem se ukázalo přes svoji komplikovanost vhodnější, zvláště ve vyšších rychlostech. Neblahý vliv pohonu Ce 6/8III se projevoval i akusticky – zatímco převody těchto lokomotiv v provozu silně drnčely, jejich předchůdkyně jen tiše bručely.
Po různých zkouškách byla s některými čerstvě opravenými lokomotivami byla od roku 1956 zvýšena lokomotivám maximální rychlost na 75 km/h. Toto opatření není ve zpětném pohledu zcela pochopitelné. Ačkoliv mechanická část mohla zvýšenou rychlost snášet dobře, hlavní dílny v Bellinzoně zaznamenaly zvýšený výskyt poruch motorů.
S příchodem řady Ae 6/6 na Gotthard byly lokomotivy převedeny do Basileje. Od té doby lokomotivy střídaly místa nasazení i výkony a částečně i depa po celém Švýcarsku. Spolu s Ce 6/8II vozily v 70. letech vlaky s pískem na stavbu dálnic, než je vystřídaly Ae 6/6 uvolněné z Gotthardské dráhy. Na rozdíl od Ce 6/8II nikdy nebyly nasazeny v posunu. Ke konci kariéry ještě vozily lehké nákladní vlaky s kusovými zásilkami. Poslední byla vyřazena v roce 1977.

## Popis

### Mechanická část

#### Pojezd
V každém z podvozků jsou uloženy tři hnací nápravy a před nimi jedna běžná v podobě Bisselova podvozku. Vypružení je provedeno listovými pružnicemi a dvojkolí jsou provahadlovaná.

#### Přenos tažných sil
Rámy podvozků jsou osazeny čelníky s klasickým táhlovým a narážecím ústrojím. Podvozky jsou vzájemně mechanicky spojeny. Toto spojení přenáší částečně i příčné síly, funguje proto i jako mezipodvozková vazba.

#### Pohon
Mezi první a druhou hnací nápravou každého podvozku jsou umístěny dva trakční motory opatřené na obou koncích hřídele rotoru odpruženými pastorky. Ty zabírají do ozubených kol jalového hřídele a z něj se přenášejí síly pomocí šikmé spojnice na čep umístěný na spojnici druhé a třetí hnací nápravy. Tento čep je umístěn šikmo nad spojničním okem třetí nápravy. Všechna hnací dvojkolí podvozku jsou propojena spojnicemi.

#### Skříň lokomotivy
Lokomotivní skříň se skládá ze tří samostatných částí – nízkých kapot na obou podvozcích a střední části, která je na podvozcích uložena prostřednictvím kuželových toren. Jedna z toren je pevně spojena s rámem podvozku, druhá má umožněn podélný pohyb, aby nedocházelo k přenosu podélných sil na skříň. Po stranách toren jsou umístěny odpružené kluznice. Kapoty na podvozcích jsou o něco vyšší a širší, než u řady Ce 6/8II, takže lokomotiva působí mohutnějším dojmem.

### Elektrická část
Kromě výkonnějšího transformátoru a trakčních motorů odpovídají hlavní části elektrického zařízení řadě Ce 6/8II. Hlavní vypínač se nachází v tlakotěsné válcové olejové nádobě, která může být vypuštěna čistě mechanicky propojeným ovladačem na pultě strojvedoucího.
Řadiče odboček se nacházejí jako u ř. Ce 6/8II hned za příčkami stanovišť. Vačkový mechanismus se 23 stupni je ovládán servomotorem. Také rekuperační brzda je shodná s předcházející řadou.

## Zachované stroje
- 13257 v železničním muzeu ve Strasshofu
- 13302 u skupiny 13302 – sekci Klubu železničních modelářů okresu Horgen
- 13305 u SBB Historic, přeznačena na 14305